# Чирешу (Валча)
Чирешу (рум. Cireșu) насеље је у Румунији у округу Валча у општини Строешти. Oпштина се налази на надморској висини од 386 m.

## Становништво
Према подацима из 2002. године у насељу је живело 858 становника, од којих су сви румунске националности.